# Flexo

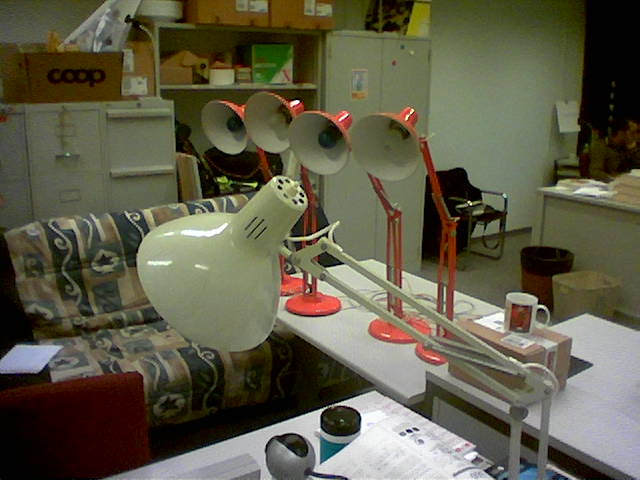
Flexo

Una llum articulada o flexo és una làmpada de taula, habitualment associada a l'estudi o tasca nocturna. El nom li ve del seu mànec flexible que permet llibertat de moviment i posicionaments diferents, tant per il·luminar parts importants d'escriptori o taula de treball com per evitar enlluernaments i altres molèsties. (A vegades la tulipa o mampara que cobreix la bombeta sol ser també flexible).
S'han creat infinitat de tipus de llums articulades de diferents materials, formes i colors arribant a formar part important de la decoració d'estudis i dormitoris de nens i adolescents. A més, se n'han creat de fixos a la taula per les vores per estalviar espai o no molestar quan el paper o document exigeix llibertat de moviment al voltant del tauler. (Per exemple, un arquitecte treballant en un projecte)
Les làmpades conegudes com a llum articulada, estan inspirades en el disseny original de Jac Jacobsen de 1936 amb el nom de L-1.
Com a anècdota dir que una llum articulada és la mascota de Pixar l'empresa d'animació internacional i també va ser un programa de ràdio precedent de Gomaespuma, ja que els seus integrants van començar en ell.